# Jon Landau
Jon Landau (født 23. juli 1960 i New York City, død 5. juli 2024 i Los Angeles) var en amerikansk filmproducent, som vandt en Oscar for at producere Titanic (1997). Han var kendt for at producere Avatar (2009) og Avatar: The Way of Water (2022), som indtjente henholdsvis 2,19 milliarder dollars, 2,9 milliarder dollars og 2,3 milliarder dollars. Pr.  2024 er de tre af de fire mest indtjenende film nogensinde.

## Tidlige liv
Landau var søn af Edie, der var producer, og Ely A. Landau, som var studieleder og producer. Han har to halvbrødre, Neil Landau og Les Landau, og to søstre, Tina Landau og Kathy Landau.  Han gik på USC School of Cinematic Arts. Landau var jøde. 

## Karriere
I begyndelsen af 1990'erne var Landau executive vice president for spillefilmproduktionen hos Twentieth Century Fox.
Han er bedst kendt for at producere Titanic (1997), hvilket han fik en Oscar-pris for. Filmen blev den mest indtjenende film nogensinde og første nogensinde til at nå $1 milliard i bruttoindtægter. Filmen nåede at indtjene 1,84 milliarder dollars, mere end det dobbelte af de 914 millioner dollars, som den hidtidige rekordindehaver Jurassic Park (1993) havde. Titanic fortsatte senere med at indtjene yderligere 300 millioner dollars i 2012, hvilket skubbede filmens verdensomspændende total til 2,18 milliarder dollars, og blev dermed den anden film nogensinde til at nå 2 milliarder dollars.
I 2009 producerede Landau og James Cameron science fiction- blockbusteren Avatar,  som siden har overgået Titanic i indtjening. Med 2,92 milliarder dollars er det den mest indbringende film nogensinde. Med Avatar fik Landau sin anden Oscar-nominering.
Landau døde af kræft i en alder af 63 år den 5. juli 2024.

## Priser
- Vinder af Florida Film Critics Circle Award – Titanic – (1997)
- Vinder af Golden Globe-prisen – Titanic – (1998)
- Producers Guild of America Darryl F Zanuck Theatrical Motion Picture Producer of the Year Award-vinder – Titanic – (1998)
- Oscar-vinder – Titanic – (1998)
- Vinder af Nickelodeon Kid's Choice Award – Titanic – (1998)
- Vinder af MTV Movie Award – Titanic – 1997
- Vinder af People Choice Award – Titanic – (1999)
- Vinder af Golden Globe Award – Avatar – (2010)
- Producers Guild of America Darryl F Zanuck Theatrical Motion Picture Producer of the Year Award Nominering – Avatar – (2010)
- Oscar-nominering – Avatar – (2010)
- Golden Globe Award nominering – Avatar: The Way of Water – (2023)
- Producers Guild of America Darryl F Zanuck Theatrical Motion Picture Producer of the Year Award Nominering – Avatar: The Way of Water – (2023)
- Oscar-nominering – Avatar: The Way of Water – (2023)

## Filmografi
Producer
- Campus Man (1987)
- Titanic (1997)
- Solaris (2002)
- Avatar (2009)
- Alita: Battle Angel (2019)
- Avatar: The Way of Water (2022)
- Avatar 3 (2025)
- Avatar 4 (2029)

Co-producer
- Skat, børnene er skrumpet (1989)
- Dick Tracy (1990)